# Каракорумское шоссе
Каракорумское шоссе (урду شاہراہ قراقرم‎, Śāharāha qarāqaram; кит. упр. 喀喇昆仑公路, пиньинь Kèlǎkūnlún Gōnglù) или Каракорумская автомобильная дорога — 1300-километровая высокогорная автомобильная дорога, пересекающая Каракорум через Хунджерабский перевал на высоте 4693 м. Это самое высокогорное международное шоссе в мире. Строилось оно с 1966 по 1986 год по древнему маршруту Великого шёлкового пути. Затраты на постройку шоссе, 806 км которого лежат в границах Пакистана, а оставшиеся 494 км — в СУАР (Китай), составили около трёх миллиардов долларов. Во время строительства от лавин и падений погибло 810 пакистанских и 82 китайских рабочих. В зимнее время из-за опасности схода лавин движение по Каракорумскому шоссе закрывается.
На территории Китая шоссе маркируется как республиканская трасса Годао 314.
После схода сильнейшего оползня в январе 2010 года, перекрывшего русло горной реки Хунза, сообщение по автодороге оказалось прервано. В результате перекрытия водотока образовалось озеро Аттабад, постепенно затопившее и разрушившее около 20 км шоссе, прилегающие территории и населенные пункты. Пассажирское и грузовое сообщение через затопленный участок шоссе осуществлялось на лодках. В 2015 году было завершено строительство участка шоссе протяженностью 24 километра в обход озера, включающего в себя пять тоннелей общей протяженностью 7 километров, 2 больших и 78 малых мостов.